# José Orbein Nenínger
José Orbein Nenínger Rodríguez, más conocido como José Nenínger, (Matanzas, 26 de julio de 1958) fue un jugador de balonmano cubano, conocido por ser una de las grandes figuras históricas del balonmano en ese país.
Fue un componente de la Selección de balonmano de Cuba con la que ganó las medallas de oro en el Campeonato Panamericano de Balonmano Masculino de 1979, en el Campeonato Panamericano de Balonmano Masculino de 1981, en los Juegos Panamericanos de 1983, en el Campeonato Panamericano de Balonmano Masculino de 1985 y en el Campeonato Panamericano de Balonmano Masculino de 1989, además de la medalla de plata en los Juegos Panamericanos de 1987.
Con la selección disputó además los Juegos Olímpicos de Moscú 1980, en la que su selección quedó undécima.